# まあだだよ
『まあだだよ』は、黒澤明監督による1993年公開の日本映画。大映が製作し、東宝の配給により公開された。

## 概要
内田百閒の随筆を原案に、戦前から戦後にかけての百閒の日常と、彼の教師時代（法政大学）の教え子との交流を描いている。黒澤作品の前・中期に見られる戦闘・アクションシーン等は皆無で、終始穏やかなトーンで話が進行する。
キャッチ・コピーは「今、忘れられているとても大切なものがここにある。」
黒澤明の監督生活50周年・通算30作目の記念作品として大きな期待を集めたが、同時期に公開された『ロボコップ3』や『許されざる者』などのヒット作に押され、興行的には失敗となった。
この作品の公開後、黒澤は次回作の脚本の執筆中に骨折。療養後1998年9月6日に脳卒中により死去し、本作が半世紀以上の監督生活を全うした黒澤の最後の作品となった。

## あらすじ
法政大学のドイツ語教師・百閒先生は随筆家としての活動に専念するため学校を去ることになり、学生たちは『仰げば尊し』を歌って先生を送る。職を辞したのちも、先生の家には彼を慕う門下生たちが集まり、鍋を囲み酒を酌み交わす。先生には穏やかな文士生活が訪れるはずであった。しかし時代は戦争の只中、先生も空襲で家を失ってしまう。妻と2人、先生は貧しい小屋で年月を過ごすことを余儀なくされるが、戦後門下生たちの取り計らいで新居を構えることを得る。
昭和21年、彼らは先生の健康長寿の祝いのために「摩阿陀会」なる催しを開く。なかなか死にそうにない先生に「まあだかい?」と訊ね、先生が「まあだだよ!」と応える会である。月日は経ち、17回目の「摩阿陀会」は先生の喜寿のお祝いも兼ねて盛大に開かれる。門下生たちの頭にも白いものが交り、彼らの孫も参加したこの会で、先生は突然体調を崩してしまう。大事をとって帰ることになるが、かつての教え子たちは昔と同じように『仰げば尊し』を歌って会場を後にする先生を送るのだった。
その夜、付き添った門下生たちが控える部屋の奥で、先生はおだやかに眠る。夢の中、かくれんぼをしている少年は、友達に何度も「まあだだよ!」と叫ぶ。少年が見上げた夕焼けの空は、やがて深く彩られていった。

## キャスト
- 内田百閒：松村達雄
- 奥さん：香川京子
- 高山：井川比佐志
- 甘木：所ジョージ
- 桐山：油井昌由樹
- 沢村：寺尾聰
- 小林（百閒の主治医）：日下武史
- 亀山（百閒の学友、和尚）：小林亜星
- 多田：平田満
- 古谷：渡辺哲
- 北村：頭師孝雄
- 三井：松井範雄
- 平野（鉄道マニア）：杉崎昭彦
- 村山：冷泉公裕
- 太田：岡本信人
- 石川：竹之内啓喜
- 高山の息子：吉岡秀隆
- 地主：山下哲生
- 土地を買った男：草薙幸二郎
- 肉屋の親父：谷村昌彦
- 魚屋の娘：鈴木美恵
- 酒屋の御用聞き：頭師佳孝
- 内田百閒の少年時代：西亨大
- 巡査：桜金造、板東英二
- 大寶智子、中嶋しゅう、天田益男、平野稔、野村昇史、笠井一彦、牧村泉三郎、嶋崎伸夫 ほか

## スタッフ
- 監督・脚本・編集：黒澤明
- 原作：内田百閒
- エグゼクティブプロデューサー：山本洋、入江洋三
- ゼネラルプロデューサー：徳間康快、小暮剛平
- プロデューサー：黒澤久雄
- アソシエイトプロデューサー：飯泉征吉
- 題字：今井凌雪
- 音楽：池辺晋一郎
- 撮影：斎藤孝雄、上田正治
- 美術：村木与四郎
- 照明：佐野武治
- 録音：西崎英雄
- 効果：三縄一郎、川崎清
- 衣装：黒澤和子
- 演出補佐:本多猪四郎
- 助監督：小泉堯史、米田興弘、酒井直人、田中徹、ヴィットリオ・ダル・オレ、芹沢康久
- プロダクションマネージャー:野上照代
- 製作担当：熊田雅彦
- 合成：中野稔
- スタジオ：東宝スタジオ
- ハイビジョン合成：ソニーPCL
- タイトル：雪心会、マリンポスト
- 現像：IMAGICA

## エピソード
スタッフの野上照代は、東京で出版社に勤めていた時分に原稿を受け取りに内田家を訪れ、本人と面会したことがある。土産の日本酒を見せると急に態度が変わってご機嫌になったという。
黒沢清は「黒澤明では『まあだだよ』が好き。あっこ（あそこ）まで行ったら最早凄いよね」と語っている。
この作品に絡め、黒澤は周囲に対し、「これが最後の作品ですかね?」「まあだだよ」などと冗談を言っていたという。
香川の演技があまりに見事だったため、脚本でも指示がなく、指導もしていない。黒澤は現場でもほとんど見ていないという。
登場する猫は重たかったため、抱く際には苦労したという。また、暴れることもあったので、眠くなる薬を飲ませて撮影した。
馬鹿鍋のシーンでは本物の馬肉と鹿肉が用意された。黒澤は「分からないから他の肉でもいい」とこだわらなかったのだが、助監督の配慮である。演者の井川が馬肉と鹿肉は食べられないため、助監督に頼んでわざわざ自分用に他の肉を用意してもらったものの、鍋の中に入れるとどれがその肉か分からなくなり、結局、ごぼうしか食べられなかった。
ラストの夕焼け空にはハリウッドから輸入した「サイレント・フロスト」というコンピュータ制御のシステムが使われている。これは「雲名人」ともいわれる島倉二千六の手によるもの。
ビートたけしが黒澤に「自分は映画には使わないのか?」と訊ねたところ、「お前、いうこと聞かないじゃないか」とあしらわれたという。そこで「所、使ったじゃないですか」と言うと、「あいつは役者じゃないじゃないか!」と返事をした（たけしによると、黒澤は猫と同じ感覚で所を起用し、そのことを所に話すと「それで俺のとき、何にも文句言わなかったんだ」と納得したという）。
劇中で登場人物が歌ったり街頭スピーカーから流れてきたりする以外の音楽はヴィヴァルディ『調和の霊感』第9番の第2楽章が使われているのみだが、この演奏（CD録音）を指揮しているクラウディオ・シモーネは、『乱』以降の作品で助監督のひとりとして参加しているヴィットリオ・ダル・オレ伯爵の伯父である。
百閒が「摩阿陀会」について記した著作の中には、多くの人物が実名で登場する。しかし、本映画の登場人物は百閒の著作に出てくる人物とは一致しない。以下の2名は百閒の著作中にも見られる名前だが、役回りは異なっている。
- - 北村…百閒の記述によると「摩阿陀会」の肝煎の一人であるが、映画では一般の出席者になっている。
  - 甘木…百閒の著作によく登場する名前であるが、特定の人物を指したものではない。「甘木」は「某」の字を分解したもので、百閒が個人名を出したくない時に使った符牒である。 この他、実際には「摩阿陀会」の肝煎(幹事)は多田基、北村孟徳、平山三郎の3人であるが、映画では4人となっている。 ただし、映画の肝煎が4人になっているのは、百閒宅の近所に住み、「摩阿陀会」開催時に百閒を会場にエスコートする役を担っていた「平井」という人物を含めているものとも考えられる。この平井は、百閒の随筆「ノラや」の中で、ノラが行方不明になった時に、新聞に折込広告を入れることを提案した人物でもある（映画では桐山が提案している）。

駅長役を務めた加藤茂雄は、演出補佐を務めた本多猪四郎監督作品の常連であったが、本多は加藤が出演していたことに気づいておらず、本番直前に気づいたらしく大声で呼びかけて来たという。加藤は撮影が終わってそのまま帰ったため、本多と会話はしなかったが、本多が本作品公開前に死去し、これが最後の対面となった。
第17回日本アカデミー賞にて香川が最優秀助演女優賞を受賞。